# Boom Gaspar
Kenneth E. Gaspar (3 de fevereiro de 1953, Waimanalo, Havaí), mais conhecido como Boom Gaspar, é um pianista estadunidense. Se apresenta com a banda de rock Pearl Jam desde 2002.

## Biografia

### Infância
Boom Gaspar cresceu em Waimanalo. Começou a tocar música aos onze anos de idade.

## Carreira musical

### Primeiros trabalhos
Após se graduar do ensino médio em Kailua, Gaspar, durante 30 anos, fez várias apresentações pelo Havaí, tocando com a Mackey Feary Band, Harmony, Simplisity e, em Seattle, tocou com o guitarrista de blues Albert Collins.

### Pearl Jam
O vocalista da Pearl Jam, Eddie Vedder, conheceu Gaspar quando estava no Havaí. Gaspar foi apresentado a ele por C. J. Ramone . Gaspar está presente nos álbuns Riot Act (2002) e Pearl Jam (2006) e Lightning Bolt (2013). Ele compôs parte da música "Love Boat Captain", que está em Riot Act. De acordo com Gaspar, a canção surgiu de um encontro musical entre ele e Vedder. Quando eles terminaram, Eddie perguntou a Gaspar se ele estava pronto para ir a Seattle. Ele ficou conhecido por seus longos solos durante "Crazy Mary", música originalmente composta por Victoria Williams. Isso geralmente culmina num duelo entre a guitarra de Mike McCready e seu piano.

## Discografia

### Pearl Jam
| Ano  | Título                                                         | Gravadora             | Música(s)                                   |
| ---- | -------------------------------------------------------------- | --------------------- | ------------------------------------------- |
| 2002 | Riot Act                                                       | Epic                  | Algumas                                     |
| 2003 | Official Bootlegs (2003) (Austrália, Japão e América do Norte) | Epic                  | Algumas                                     |
| 2003 | Big Fish                                                       | Sony                  | "Man of the Hour"                           |
| 2004 | Hot Stove, Cool Music, Vol. 1                                  | Fenway                | "Bu$hleaguer" (ao vivo)                     |
| 2004 | Live at Benaroya Hall                                          | BMG                   | Algumas                                     |
| 2004 | For the Lady                                                   | Rhino/WEA             | "Better Man" (ao vivo)                      |
| 2004 | Rearviewmirror: Greatest Hits 1991-2003                        | Epic                  | "I Am Mine", "Save You" e "Man of the Hour" |
| 2006 | Pearl Jam                                                      | J Records             | Algumas                                     |
| 2007 | Live at the Gorge 05/06                                        | Rhino/WEA             | Algumas                                     |
| 2008 | United States Official Bootlegs (2008)                         | Kufala                | Algumas                                     |
| 2009 | Backspacer                                                     | Universal Music Group | Algumas                                     |
| 2013 | Lightning Bolt                                                 | Monkey Wrench         | "Sirens", outras                            |
| 2017 | Let's Play Two                                                 | Republic              | Todas                                       |